# Prosthecarthron
Prosthecarthron is een monotypisch geslacht van kevers uit de familie van de kortschildkevers (Staphylinidae).

## Soort
- Prosthecarthron sauteri Raffray, 1915